# Ofelia Schutte
Ofelia Schutte (1945) es profesora emérita de filosofía en la Universidad de Florida Del sur, donde ha servido como Profesora de Filosofía desde el 2004, y como Profesora de estudios de las mujeres (y presidenta del departamento) de 1999 hasta 2004. Schutte es reconocida por muchos como séniors Latina filósofa feminista, quién ha tenido un rol crucial en el lanzamiento del campo de la Filosofía Latinoamericana y Latina filosofía dentro de los Estados Unidos.

## Educación y carrera
Nacida en Cuba, Schutte recibó su licenciatura en inglés de Barry College en 1966. Después de recibir su licenciatura recibió el grado de maestra en inglés de la Universidad de Miami en 1969, el grado de maestra en filosofía de Universidad de Miami en 1970, y un doctorado en filosofía de Yale Universidad en 1978, enfocando su trabajo en Friedrich Nietzsche y la filosofía alemana que sigue Immanuel Kant.
Mientras trabajaba en sus grados, Schutte sirvió como instructora de filosofía e inglés en la Universidad de Miami. Después de recibir su doctorado,  aceptó el cargo como Profesora Ayudante de Humanidades en la Universidad de Florida, pasando a Filosofía un año más tarde. Fue promovida como Profesora Asociada en 1984, y profesora de tiempo completo en 1994. Después de una carrera de 20 años de enseñanza en la Universidad de Florida, en 1999 Schutte fue trasladada a la Universidad de Florida Del sur, donde  presidió el departamento de Estudios de las Mujeres. En 2004, Schutte dejó el departamento de Estudios de las Mujeres, y se volvió Profesora de Filosofía. En 2012,  recibió el estatus de emérita.
Además de sus nombramientos universitarios, Schutte se ha desempeñado en otros roles profesionales, incluyendo la presidencia del comité de la American Philosophical Association en Hispanos/Latinos, y en un gran número de roles editoriales, incluyendo editora asociada y miembro de la junta de Hypatia: A Journal of Feminist Philosophy entre 1990 y 2006 (y continuando como un miembro de consejo consultivo desde entonces), sirviendo en el consejo consultivo de los Cuadernos de Filosofía en la Universidad de Buenos Aires desde 2007, siendo un miembro de la junta de la editorial Teaching Philosophy de 2006 a 2011, y de la editorial de Mora: Revista del Área Interdisciplinaria de Estudios de la Mujer desde 1995, y, además, como miembro de la Journal of the Argentine Society of Women in Philosophy entre 1989 y 2000.

## Áreas de investigación
Schutte ha sido descrita como una "inquebrantable" defensora del feminismo y filósofa Latina en el discurso moderno, y ha sido reconocida como dirigente de la filosofía Latina feminista. Algunas de sus investigaciones las llevó a cabo como becaria Bunting y como becaria del programa Fulbright. Uno de sus objetivos es examinar poblaciones marginadas sin intentar participar en la asimilación cultural. Ha postulado que toda interacción intercultural es inherentemente inconmensurable en algún grado.
En la década de 1970 y 1980, Schutte desarrolló una aproximación feminista desde la visión poscolonial, la que combinaba el feminismo psicoanalítico, el marxismo y un análisis feminista socialista materialista, para explicar cómo se han perpetuado dominaciones de sexo, clase, raza y género. En su obra, también señala la importancia de las relaciones asimétricas de poder, y los problemas de representación de la mujer en países en vías de desarrollo. También critica la forma en que ciertas formas de feminismo liberal y el propio sistema patriarcal imponen una visión universal de la feminidad.

## Publicaciones
Las primeras publicaciones de Schutte fueron una interpretación feminista de Friedrich Nietzsche: una disertación, la cual compartió el título con su primer libro: Más allá del nihilismo: Nietzsche sin máscaras. En este libro, está de acuerdo con los esfuerzos de Nietzsche de deconstruir el dualismo, y rechaza que el nihilismo sea parte de una filosofía dualista. Sin embargo, critica las implicaciones políticas que Nietzsche escribe en su trabajo. En su segundo libro, Cultural Identity and Social Liberation in Latin American Thought, discute la interacción de los movimientos activistas y las filosofías progresivas detrás de éstos en Latinoamérica en el siglo XX. Fue elemento clave y una de las primeras filósofas en llevar la filosofía y el pensamiento latinoamericano a los Estados Unidos, así como en publicar sobre Latinoamérica en ese país, después de Jorge J. E. Gracia.  